# Blindleistungskompensation
Bei der Blindleistungskompensation (BLK), auch Blindstromkompensation genannt, wird in Wechselspannungsnetzen die unerwünschte Verschiebungsblindleistung und der damit verbundene Blindstrom von elektrischen Verbrauchern reduziert. Fast immer sind die Verbraucher (z. B. Elektromotoren) mehrheitlich induktiv, weshalb mit Kondensatoren kompensiert wird.

## Grundlagen

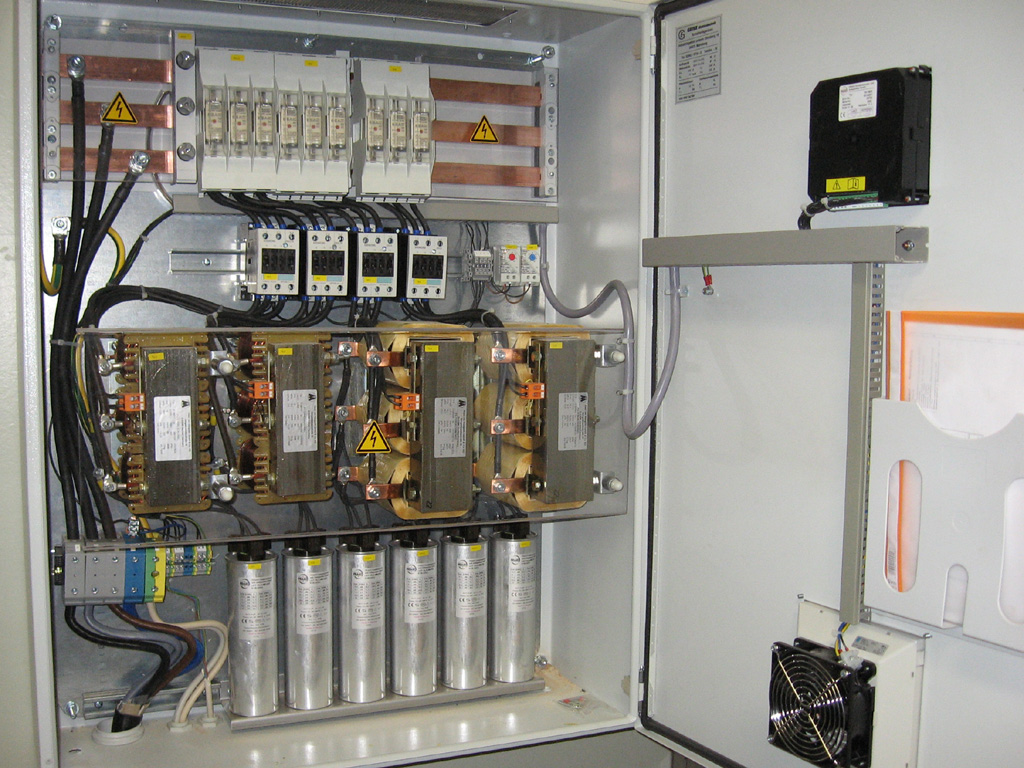
Blindleistungskompensationsanlage mit maximal 75 kVAr

Blindleistung und der dazu nötige Blindstrom werden zur Erzeugung elektrostatischer oder elektromagnetischer Felder benötigt. Da sich diese Felder im Takt der Wechselspannung kontinuierlich auf- und wieder abbauen, pendelt zwischen Erzeuger und elektrischem Verbraucher kontinuierlich Blindenergie hin und her. Diese kann nicht genutzt, das heißt nicht in eine andere Energieform umgewandelt werden. Blindleistung belastet elektrische Leitungen, auf denen der Blindstrom zusätzlich zum Wirkstrom transportiert werden muss, sowie Generatoren, in denen die Blindleistung erzeugt wird. Nicht nahe dem Verursacher kompensierte Blindleistung bedingt damit zentrale Blindleistungskompensationsanlagen.
Auch Stromleitungen verursachen Blindleistung, wobei dieser Effekt bei Freileitungen gering ist. Bei Erdkabeln und Seekabeln fällt sie aufgrund der höheren Kapazität jedoch schnell ins Gewicht.
Stromzähler für Kleinkunden erfassen nur Wirkenergie. Ab einem bestimmten Verbrauch, wie bei größeren Gewerbe- und Industriekunden, wird im Rahmen der registrierenden Leistungsmessung auch Blindleistung verrechnet. Um die Kosten dafür zu minimieren, werden Blindleistungskompensationsanlagen möglichst in der Nähe von Blindleistungserzeugern installiert. Sie messen laufend den Blindleistungsbedarf und schalten zur Kompensation je nach Bedarf induktive oder kapazitive Blindwiderstände hinzu. In der Praxis werden in kompakten Blindleistungskompensationsanlagen nur die induktiven Blindanteile, welche beispielsweise durch induktive Verbraucher wie elektrische Motoren verursacht werden, durch kapazitive Blindwiderstände in Form einer Kondensatorbatterie kompensiert. Dabei wird die induktive Blindleistung von der Kompensationsanlage zu ca. 95 % kompensiert. Würde man die induktive Blindleistung vollständig kompensieren, kann es bei Lastschwankungen zu einer Überkompensation in den kapazitiven Bereich hinein kommen. Kapazitive Blindleistung ist im größeren Rahmen mit Überspannungen und regeltechnischen Schwierigkeiten im Stromnetz verbunden, weshalb sie möglichst vermieden wird.

## Theoretische Betrachtung
Elektrische Verbraucher im Niederspannungsnetz sind meist ohmsch-induktiv, d. h., die Verbraucher benötigen ein magnetisches Feld und beziehen dafür Blindleistung. Eine Blindleistungskompensation erfordert das Parallelschalten von Kapazitäten, die Blindleistung liefern. Eine Reihenschaltung mit dem Verbrauchsmittel ist nicht ratsam, da so ein Reihenschwingkreis entstehen würde, der nahe seiner Resonanzfrequenz einen Blindstrom-Kurzschluss ergibt.
Das gilt jedoch nicht für Geräte mit bekannten Daten, wo eine exakte Kompensation möglich ist (Beispiel: Duoschaltung bei Leuchtstoffröhren).

### Blindleistung bei Strom ohne Oberschwingungen

Blindleistungskompensation eines ohmsch-induktiven Verbrauchernetzwerks von auf. Der eingefügte Kondensator liefert die vom Verbraucher aufgenommene Blindleistung; Zeigerdarstellung in der gaußschen Ebene

Die theoretische Betrachtung bezieht sich auf sinusförmige Spannung und auf Verbrauchsmittel mit sinusförmiger und daher oberschwingungsfreier Stromaufnahme.
Die Kompensationsanlage (hier: Kondensator) liefert einen Blindstrom, welcher den vom Versorger mitgelieferten Blindstrom teils oder gänzlich ersetzt (Teil- bzw. Vollkompensation), wodurch die Versorgungsleitung entlastet wird. Der kompensatorische Blindstromanteil pendelt zwischen Kompensationsanlage und Verbraucher hin- und her. Der allgemeine Fall der Teilkompensation ist in nebenstehendem Diagramm dargestellt: Der Zeiger für {\displaystyle I_{\mathrm {k} }} ist zwar kürzer als für {\displaystyle I}, aber er liegt nicht parallel zur Versorgerspannung (Vollkompensation).
Zunächst entnimmt man dem Zeigerdiagramm {\displaystyle I_{k}\cos \varphi _{k}=I\cos \varphi }. Umstellen nach {\displaystyle I_{k}} liefert:
{\displaystyle I_{k}=I{\frac {\cos \varphi }{\cos \varphi _{k}}}} {\displaystyle \quad \quad \quad (1)}
Bei gleicher Wirkleistung {\displaystyle P=UI\cos \varphi } belastet ein Verbraucher die Versorgungsleitung also mit einer im Verhältnis {\displaystyle \cos \varphi /\cos \varphi _{k}} verringerten Stromstärke. Die Jouleschen Leitungsverluste gehen mit dem Quadrat dieses Verhältnisses zurück. Beispiel: Bei Erhöhung des Leistungsfaktors von {\displaystyle \cos \varphi =0{,}7} auf {\displaystyle \cos \varphi _{k}=0{,}9} nehmen die genannten Verluste um 40 % ab.
Ferner liest man aus dem Zeigerdiagramm unter Verwendung von {\displaystyle P=UI_{k}\cos \varphi _{k}} ab: 
{\displaystyle \tan \varphi ={\frac {I_{k}\sin \varphi _{k}+I_{C}}{I_{k}\cos \varphi _{k}}}=\tan \varphi _{k}+{\frac {UI_{C}}{P}}} {\displaystyle \quad \quad \quad (*)}
Einsetzen von {\displaystyle I_{C}=\omega CU} in {\displaystyle (*)}  und Auflösen nach der Kapazität liefert
{\displaystyle C={\frac {P|\tan \varphi -\tan \varphi _{k}|}{\omega U^{2}}}} {\displaystyle \quad \quad \quad (2)}
Mit dieser Formel kann man die Kapazität so wählen, dass der gewünschte Leistungsfaktor, der in diesem Fall gleich {\displaystyle \cos \varphi _{k}} ist, erreicht wird. In der Regel wählt man den Leistungsfaktor in einer Spanne nahe dem Wert 1,00, aber nie identisch 1,00:
{\displaystyle {\mbox{Spanne für gewünschten Leistungsfaktor }}\cos \varphi _{k}=0{,}85\;{\mbox{bis}}\;0{,}95} (induktiv)
Spezialfall Vollkompensation: 
Vollkompensation tritt ein mit gewünschten Leistungsfaktor {\displaystyle \cos \varphi _{k}=1}, d. h. {\displaystyle \varphi _{k}=0} und damit auch {\displaystyle \tan \varphi _{k}=0}. Gemäß {\displaystyle (1)} liefert der Versorger dann nur noch den Wirkstrom {\displaystyle I_{k}=I\cos \varphi }. Gemäß {\displaystyle (2)} lautet der dafür notwendige Kapazitätswert {\displaystyle C={\frac {Q}{\omega U^{2}}}}, wobei die Blindleistung gegeben ist durch {\displaystyle Q=UI\sin \varphi }.
Kompensation durch Spule bei ohmsch-kapazitiver Last:
Das zugehörige Zeigerdiagramm erhält man aus Nebenstehendem durch Spiegelung am Spannungszeiger und Ersetzen von {\displaystyle {\underline {I}}_{C}} durch {\displaystyle {\underline {I}}_{L}}. Dabei bleiben alle trigonometrischen Relationen gleich. Ersetzt man daher in {\displaystyle (*)} den Kompensationsstrom  {\displaystyle I_{C}} durch {\displaystyle I_{L}=U/\omega L} und löst nach der Induktivität {\displaystyle L} auf, so erhält man eine Formel für ohmsch-kapazitive Lasten mit Kompensation durch eine Spule:
{\displaystyle L={\frac {U^{2}}{\omega P|\tan \varphi -\tan \varphi _{k}|}}} {\displaystyle \quad \quad \quad (2')}
Dieser Fall kommt in der Praxis eher selten vor.

## Praktische Gesichtspunkte

### Einschränkungen und Einsatzmöglichkeiten
Vollkompensation ist i. d. R. zu vermeiden, da bei Motorenanlagen mit Asynchronmaschinen ansonsten die Gefahr der Selbsterregung besteht. Bei Selbsterregung wird der Motor mit dem Abklemmen der Stromversorgung zum Generator, und es können gefährliche Überspannungen entstehen. Dieser Fall wird auch als Resonanzfall bezeichnet.
Eine vollständige Kompensation ist ferner aufgrund der schwankenden Belastung eines Verbrauchsmittels häufig nicht mit einfachen Kondensatoren oder Spulen durchführbar. Für diesen Zweck werden aktive Leistungsfaktorkorrekturglieder oder sog. „Netzmanagementsysteme“ verwendet, die jederzeit die benötigte Menge Blindleistung zur Verfügung stellen.
In größeren Energienetzen, insbesondere in vermaschten Verbundnetzen, dient die Blindleistung auch dazu Leistungsflüsse gezielt zu beeinflussen, um beispielsweise bestimmte Hochspannungsleitungen nicht zu überlasten. Dazu werden unter anderem Phasenschieber, eine spezielle Bauform von Synchronmaschine, und Phasenschiebertransformatoren eingesetzt.
Eine weitere Möglichkeit ist der Einsatz von statischen Blindleistungskompensatoren nahe am induktiven Verbraucher oder Leitungsabschnitt. Dies sind Kombinationen aus Kapazitäten und Induktivitäten, die parallel zur zu kompensierenden Last bzw. zum zu kompensierenden Netzabschnitt angeordnet sind. Dabei wird durch Thyristoren der Stromfluss in den einzelnen Komponenten geregelt und somit der Grad der Blindleistungskompensation. Gegenüber dem rotierenden Phasenschieber hat dies den Vorteil, dass kein Verschleiß der Anlage stattfindet, außerdem ist durch einen statischen Kompensator ein dynamisches Regeln auf Lastschwankungen möglich.
Eine Erweiterung der statischen Blindleistungskompensatoren für den Anwendungsbereich der Übertragungsnetze stellt Flexible-AC-Transmission-Systems (FACTS) dar. Neben einer statischen Blindleistungskompensation bzw. Blindleistungserzeugung in Quer- und Längskompensation können damit auch gezielt Wirkleistungsflüsse in Leitungen von elektrischen Energienetzen gesteuert werden. Dies sind unter anderem die Unified-Power-Flow-Controller (UPFC) und Static Synchronous Compensator (STATCOM), welche die Anlagen zur statischen Blindleistungskompensation komplett ersetzen können.

### Blindleistung bei Strom mit Oberschwingungen
Obige Beziehungen gelten nur bei sinusförmigem Verlauf der Spannungen und Ströme, was im Allgemeinen nur bei linearen Netzwerken der Fall ist. Sind in einer Schaltung nichtlineare Bauteile wie beispielsweise magnetisch sättigende Induktivitäten oder Netzteile mit Gleichrichtern vorhanden, so wird der Strom verzerrt, d. h., er enthält Oberschwingungen. Zusätzlich zur Blindleistung {\displaystyle Q} der Grundschwingung tritt eine Verzerrungsblindleistung {\displaystyle D} auf, welche die Blindleistungsanteile der Oberschwingungen zusammenfasst.
Die Blindleistungskompensation mittels parallel geschalteter Kompensationsfilter wie Kondensatoren ist nur bei einer Frequenz möglich, in der Regel bei der Frequenz der Grundschwingung wie der Netzfrequenz. Die Blindleistung der übrigen Schwingungen wird dabei über- oder unterkompensiert. Abhilfe bieten hierbei Leistungsfaktorkorrekturfilter, welche in Reihe mit dem nichtlinearen Verbraucher geschaltet werden und entweder die Oberschwingungen durch geeignete Filterstrukturen dämpfen oder durch elektronische Schaltungen künstlich einen sinusförmigen, der Grundschwingung der Spannung entsprechenden Stromverlauf auf Netzseite nachbilden. Dadurch kann der Leistungsfaktor auf einen Wert nahe 1 gebracht werden.

Strom- und Spannungsverläufe bei Oberschwingungen
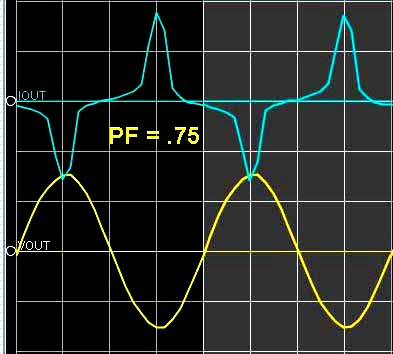
Deutlich nichtlinear verzerrter Stromverlauf (blau) bei einem Leistungsfaktor 0,75
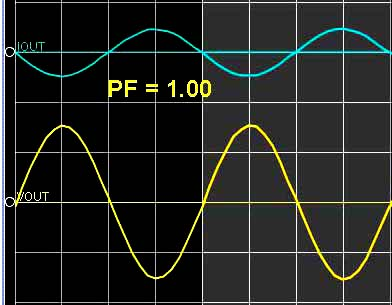
Durch Leistungsfaktorkorrekturfilter auf einen Leistungsfaktor von 1 kompensiert

### Beispiel

Kapazitive Blindleistung unkompensiert

Blindleistung kompensiert

Die nebenstehende Parallelschaltung aus einem Widerstand und einem Kondensator ist am 230-V-Stromnetz angeschlossen, bei 50 Hz fließen die angegebenen Ströme. Durch den Widerstand fließt 2,3 A Wirkstrom, durch den Blindstrom von 1,45 A muss die Anschlussleitung für den Gesamtstrom von 2,72 A bemessen sein. Zur Wirkleistung von 529 W kommt eine Blindleistung von 334 VAr hinzu, die aussagt, wie viel Energie pro Zeit zwischen Generator und Kondensator pendelt und Leitungen und Trafos unnötig belastet.
Zur Kompensation dieser Blindleistung wird eine passend gewählte Induktivität von 0,5 H parallel zum Gerät geschaltet, deren Blindstrom ebenfalls 1,45 A beträgt. Die Blindströme von Kondensator und Spule kompensieren sich auf Grund ihrer entgegengesetzten Phasenlagen, und die gesamte Stromaufnahme sinkt auf 2,3 A. Die Parallelschaltung aus Spule und Kondensator stellt im Idealfall einen Parallelschwingkreis dar, der bei 50 Hz keinen Blindstrom vom Generator aufnimmt.
Wegen {\displaystyle P=R_{\text{Leitung}}\cdot I^{2}} sinkt die Verlustleistung in den Zuleitungen auf {\displaystyle \textstyle (2{,}3/2{,}72)^{2}=71\%} des ursprünglichen Wertes.

### Nutzen von Blindleistungskompensationsanlagen
Blindstrom verursacht ohmsche Verluste in Leitungen und Trafo. Die Verluste werden indirekt über die Netznutzungsentgelte an die staatlich regulierten Netzbetreiber bezahlt (§ 10 Stromnetzentgeltverordnung).
Die Größe des Trafos bestimmt die maximal entnehmbare Scheinleistung. Ist der Anteil der Blindleistung hoch, kann entsprechend weniger Wirkleistung entnommen werden. Eine Kompensationsanlage erspart so eine Erweiterung von Trafo und eventuell Leitungen.
Bei Großabnehmern (Sondervertragskunden) wird die Blindenergie zusätzlich gemessen und in der Stromrechnung berechnet. Es besteht deshalb ein monetärer Anreiz, den Leistungsfaktor innerhalb gewisser Grenzen (z. B. {\displaystyle 0{,}9<\lambda <1}) zu halten. Mit einer Blindstromkompensationsanlage entfallen im Idealfall diese Mehrkosten.

### Tonfrequenzsperren
Bei Anwendung der Blindstromkompensation in einem Netz mit Rundsteueranlage kann der Einsatz von Tonfrequenzsperren notwendig werden, um ein Abblocken der Rundsteuersignale aus dem Netz durch die Kompensationskondensatoren zu verhindern. Hierzu werden die Kondensatoren mit kleinen Drosseln versehen, die bei Netzfrequenz nahezu unwirksam sind.

### Sonstiges
Der Generator moderner Windkraftanlagen („Windräder“) oder typische Wechselrichter von Photovoltaikanlagen sind vom Stromnetz über einen Gleichstromzwischenkreis vom Netz entkoppelt. So ist auch eine Regelung der Phasenverschiebung zwischen Spannung und Strom im eingespeisten Dreiphasenwechselstrom (Drehstrom) möglich. Diese Anlagen belasten das Netz nicht mehr mit Blindleistung, sie werden im Gegenteil sogar zur Blindleistungskompensation eingesetzt.
Bisher haben vor allem konventionelle Großkraftwerke Blindleistung mit einer kapazitiven Phasenverschiebung während ihres Betriebs bereitgestellt.
Erneuerbare-Anlagen müssen nach derzeit geltenden Regelungen in Deutschland in Zeiten mit weniger als 10 % ihrer Wirkleistung keine Blindleistung liefern. Zur Spannungshaltung muss die nötige Blindleistung also durch andere technische Anlagen kompensiert werden. Dabei könnten Photovoltaik-Freiflächenanlagen, wenn zum Beispiel nachts keine Sonne scheint, über ihre Wechselrichter (meist kapazitive) Blindleistung bereitstellen. Moderne Windenergieanlagen seien technisch in der Lage, Blindleistung zur Verfügung zu stellen, auch wenn nur wenig oder kein Wind weht.